# Gurre Å
Gurre Å är ett vattendrag på ön Sjælland i Danmark. Ån ligger i Region Hovedstaden, i den östra delen av landet, 50 km norr om Köpenhamn. Dess källa är Gurre Sø och den flyter samman med Esrum Å innan utloppet i Öresund vid Dronningmølle.